# بارون كبامبا
بارون كبامبا هو لاعب كرة قدم كونغولي في مركز الدفاع، ولد في 23 مارس 1998 في دوليسي ‏ في جمهورية الكونغو. لعب مع Real Balompédica Linense ‏.

## وصلات خارجية
- بارون كبامبا على موقع قاعدة بيانات كرة القدم.إي يو (الإنجليزية)
- بارون كبامبا على موقع ناشيونال فوتبول تيمز (الإنجليزية)
- بارون كبامبا على موقع Soccerway.com (الإنجليزية)